# 民权站
民权站是一个陇海线上的铁路车站，位于中华人民共和国河南省商丘市民权县绿洲街道，启用于1915年，目前为三等站，由中国铁路郑州局集团商丘车站管辖，目前客运：办理旅客乘降；行李、包裹，不办理托运；货运：办理整车、零担、集装箱货物发到。

## 历史
民权站原名李坝集站，车站始建于1914年，1915年5月随陇海铁路开封-徐州段临时通车而启用，并于1916年1月正式通车营业。因站址在李坝集东南3.5公里处的田庄村，故当地人俗谓“田庄车站”。1928年民权县设立，李坝集站也随之更名为民权站。1938年5月，日军占领民权。1940年7月更名为“明县站”，至1942年又复用民权站名至今。车站初建时仅有三条股道，售票房、候车室、储运室、职工宿舍等站舍都建在道北。1979年末陇海线复线通车，在复线修筑时，民权站站址西迁250米并进行扩建。1979年10月，铁道部第三工程局设计建筑的新站舍（包括售票房、候车室、储运室、调度室、站台、货场、职工住宅等）交付使用。

## 旅客列车目的地
截至2022年6月，民权站每日停靠43列旅客列车，均为过路车，列车目的地如下表：
| 列车所属路局   | 目的地                                                                                   |
| -------------- | ---------------------------------------------------------------------------------------- |
| 北京局集团     | 石家庄、天津                                                                             |
| 成都局集团     | 成都、昆山、扬州                                                                         |
| 哈尔滨局集团   | 哈尔滨西、海拉尔、襄阳、郑州                                                             |
| 济南局集团     | 重庆西、济南、青岛                                                                       |
| 兰州局集团     | 兰州、青岛北、上海、深圳西、银川                                                         |
| 青藏集团       | 西宁                                                                                     |
| 上海局集团     | 连云港东、南京                                                                           |
| 太原局集团     | 太原                                                                                     |
| 乌鲁木齐局集团 | 杭州                                                                                     |
| 西安局集团     | 宝鸡、杭州、西安、烟台                                                                   |
| 郑州局集团     | 福州、杭州、昆山、洛阳、宁波、启东、上海、商丘、温州、乌鲁木齐、厦门北、新乡、烟台、郑州 |

## 車站周邊
- 利优玛特购物广场民权店
- 民权汽车站
- 民权县农村信用合作联社新生分社
- 民权第一高级中学
- 民权县实验小学
- 中影星美国际影城民权店
- 中国邮政储蓄银行绿洲路支行
- 农村信用合作社绿洲分社
- 民权县哈博小学
- 中国农业银行民权县支行
- 中国银行民权支行

## 外部連結
- 中国铁路客户服务中心 （页面存档备份，存于）